# املدا موسوندا
املدا موسوندا (انگلیسی: Emelda Musonda؛ زادهٔ ۲۹ نوامبر ۱۹۹۴) بازیکن فوتبال اهل زامبیا است.
وی همچنین در تیم ملی فوتبال زامبیا بازی کرده‌است.